# Ann Moore (équitation)
Pour les articles homonymes, voir Ann Moore et Moore.
Ann Elizabeth Moore (née le 20 août 1950 à Birmingham) est une cavalière britannique de saut d’obstacles.

## Biographie
Elle est championne d'Europe junior en 1968.
Aux Jeux olympiques d'été de 1972 à Munich, elle remporte la médaille d'argent en individuel.